# Arhitektura u 2015.
◄◄ | ◄ | 2012. | 2013. | 2014. | 2015.  | 2016. | 2017. | 2018. | ► | ►►
Arhitektura • Astronautika • Astronomija • Biologija • Film • Fotografija • Glazba • Kazalište • Kemija • Kiparstvo • Knjige • Književnost • Kršćanstvo • Meteorologija • Medicina • Planinarstvo • Politika • Pravo • Promet • Slikarstvo • Strip • Šport • Televizija • Znanost • Zrakoplovstvo • Željeznički promet
Arhitektura u 2015.

## Hrvatska i u Hrvata

### Zgrade i druge građevine

#### Dovršetak gradnje/renovacije ili otvaranje
- Otvorenje Poslovnog centra Strojarska u Zagrebu.

## Vanjske poveznice
|  | Zajednički poslužitelj ima još gradiva o temi Arhitektura u 2010-im |